# Marquay, Dordogne
Marquay (occitanska: Marcais) är en kommun i departementet Dordogne i regionen Nouvelle-Aquitaine i sydvästra Frankrike. Kommunen ligger i kantonen Sarlat-la-Canéda som tillhör arrondissementet Sarlat-la-Canéda. År 2022 hade Marquay 587 invånare.

## Befolkningsutveckling
Antalet invånare i kommunen Marquay
Referens:INSEE